# Conde da Vila da Praia da Vitória
Conde da Vila da Praia da Vitória foi um título criado por decreto de D. Luís I de 28 de Julho de 1863 a favor de Teotónio de Ornelas Bruges Paim da Câmara, 1.º visconde de Bruges, um importante político liberal da ilha Terceira, Açores.
Usaram este título:
1. Teotónio de Ornelas Bruges Paim da Câmara, 1.º visconde de Bruges e 1.º conde da Vila da Praia da Vitória.[2][3]
2. Jácome de Ornelas Bruges de Ávila Paim da Câmara, 2.º visconde de Bruges e 2.º conde da Vila da Praia da Vitória.[4]
3. Augusto de Ornelas Bruges, 3º conde da Vila da Praia da Vitória.[5]
4. Jácome de Saavedra de Ornelas Bruges, 4º conde da Praia da Vitória.